# میشل جکسون
میشل جکسون (انگلیسی: Michelle Jackson؛ زادهٔ ۵ ژوئن ۱۹۶۸) بازیکن فوتبال اهل انگستان است.
وی همچنین در تیم ملی فوتبال زنان انگلستان بازی کرده است.